# Rankica Šarenac
Rankica Šarenac (Sarajevo, 27 giugno 1974) è un'ex cestista bosniaca, professionista nella WNBA.

## Carriera
Con la Bosnia ed Erzegovina ha disputato i Giochi del Mediterraneo di Linguadoca-Rossiglione 1993, vincendo la medaglia d'oro.